# Безобразов, Тимофей Никифорович
Тимофей Никифорович Безобразов (до 1588—1643) — основатель города Ефремова, дворянин, первый ефремовский воевода.

## Биография
Тимофей Никифорович родился в семье Никифора Васильевича Безобразова, представителя старинного дворянского рода, вместе с братом — Григорием (позже стал опричником Ивана Грозного). Числился московским стольником. В ходе избрания Бориса Годунова в 1598 году Безобразов подписался под грамотой. В 1612 году был назначен воеводой в Галиче. С 1630 года по 1636 год работал воеводой в Уржуме.

### На государственной службе
В 1637 году был прислан по распоряжению Разрядного приказа на Офремово городище, чтобы основать служилый город под названием Ефремов, который в последующем стал передовой крепостью на Диком поле, а потом и частью Большой засечной черты. На юге района, который называется Городской сад, наскоро «поставлен в Ефремове острог дубовый, по старой осыпи, на реке Мече: около острогу — 260 сажен, поперёк 59 сажен». Острог возводили 90 человек: ельчане (юрьевских помещиков в большинстве своём здесь и осевшие) и ефремовцы. Для заселения нового города на Мече Безобразов пригласил стрельцов, пушкарей и казаков. В Ефремов поехали служилые из Новосиля, Черни, беглые, пытавшиеся определиться на государственную службу, новосильские и белёвские крестьяне, которых разорил Сафат-Гирей.
Безобразов и его преемник Я. Л. Хрущев к декабрю 1638 года приняли 376 детей бояр («испомещино» из них было 236 человек). Боярам выделялось поместье в 50 четвертей. В казаки было записано 230 человек, причём каждому служилому полагалось 30 десятин в трёх полях. Стрельцов и пушкарей набрали по 20 человек из оклада в 10 четвертей земли в поле. На период 1638 года в городе проживало 650 человек, включая трех сторожил у ворот и кузнецом.

### Потомки
Сын — Василий Тимофеевич, стал составителем переписных книг по Белеву (1677—1681), Ельцу (1671—1680), Кашире (1691), Лебедяни (1680), Серпухову (1674) и Москве (1691). В семье Василия родился внук Безобразова — Михаил.